# Kralj ropotajočih duhov
Kralj ropotajočih duhov je roman Mihe Mazzinija, izšel leta 2001 pri Študentski založbi v knjižni zbirki Beletrina. Bil je štirikrat ponatisnjen, v angleškem prevodu je izšel pod naslovom King of the Rattling Spirits pri ameriški založbi Scala House Press 2004, v češčini kot Já, Tito a gramofon: Verze 4.88 (2005), v hrvaščini ima naslov Slatki snovi: Verzija: 4.89 (2005), v italijanščini Il giradischi di Tito (2008), v francoščini Grandir (2019), v španščini pa El tocadiscos de Tito (2023). Roman je bil uvrščen med 100 knjig iz vzhodne Evrope in osrednje Azije, ki jih je treba prebrati.
Avtor je tematiko romana zasnoval najprej v obliki kratke zgodbe, ki je bila kot ilustrirano besedilo objavljena v reviji Ars Vivendi leta 1995 in poznejšega scenarija; na podlagi slednjega je bil posnet film Sladke sanje, ki je prejel zlato palmo na filmskem festivalu v Valenciji. 
Miha Mazzini se je s tem romanom prvič lotil svojega odraščanja. Drugič potem v romanu Otroštvo (2015) z junakom, starim pet let. Tretjič pa z romanom Osebno (2022), ki se dogaja v avtorjevi trenutni starosti.

## Vsebina
Roman je prvoosebna pripoved dvanajstletnega Egona, ki skuša postati normalen najstnik z normalnimi najstniškimi problemi odraščanja v okolju železarskega mesta v času socialistične Jugoslavije in odhajanja po nakupih v bližnjo Italijo, v času gramofonov in plošč s popularno zahodno glasbo, vendar mu ne uspeva imeti le normalnih problemov kot vsi ostali, saj se mora medtem izvijati iz primeža zlorab doma in v šoli. 
Doma je izpostavljen no ninim posttravmatskim posledicam prve svetovne vojne, zaradi katerih nona doma halucinira duše mrtvih in otroka sili gledati trpeče podobe svetnikov-mučenikov ter se  opravičevati haluciniranim podobam iz velike vojne, ki jih vidi le ona. Izpostavljen je tudi zanemarjanju in nalaganju krivde za frustracije s strani matere samohranilke, ki je v konfliktu z nono. 
Kot bi zgoraj navedeno ne bilo že dovolj (in preveč) za otroka, pa trnovo krono nadene kralju še spolna zloraba s strani učitelja, ki zlorablja tudi lepo sošolko, ki jo doma zlorablja tudi njen oče in ki zato - kot pove pripovedovalec v pojasnilih na koncu romana - najde izhod iz morastega življenja v smrti (samomor). Egon tako lahko le sanja o tem, da bi imel probleme, kakršne imajo njegovi vrstniki, to bi bile njegove sladke sanje.
Egon v romanu preživi, toda za preživetje mora plačati visoko ceno - tisto ceno, ki jo plača mnogo zlorabljenih otrok. Zaradi dvojnega življenja, ki so ga dnevno prisiljeni živeti, in za integracijo katerega bi potrebovali pomoč odraslega, ki bi mu lahko zaupali in ki bi jih razumel, nimajo druge izbire, kot da pobegnejo v novo identiteto, ki za razliko od pravega otroškega jaza, ki je nemočen, zavlada nad temačnim kraljestvom none, mame in šole, kot naslovni kralj (njihovih) ropotajočih duhov.

## Literarnozgodovinski opis
Kralj ropotajočih duhov je razvojni roman (z okvirom) z zaključkom, ki je zelo optimističen, saj junaka vodi v osvoboditev od odvisnosti, spregledanje. Optimizem je tudi posledica humornega pogleda na dogodke – tudi ko se za humorjem skrivajo solze. Zaradi humorja, spretnega stopnjevanja dogodkov in dialoga je besedilo zelo berljivo. Dogodki so prikazani skozi oči odraščajočega. Postavlja se vprašanje, ali mlad človek res lahko doživlja travme na enako ironičen način. Odgovor da psihotravmatologija: gre za psihološko disociativen način doživljanja, ki je značilen odziv na travmo.
Egon je kljub mladosti mojster besede, v romanu zapisane klasično, z ločili premega govora. Materine replike so pogosto zapisane z verzalkami. Z govorom so karakterizirane vse osebe (mama, Nona, Fric, Maja, Hipi Roman, telovadni učitelj, Viktor, kinooperater, biljerterka,  knjižničarka); praznine ga rešuje ne le film, ampak tudi glasba, njen vpliv na Egonovo odraščanje je skoraj močnejši kot vpliv oseb (T. Rex, Slade, Incredible Sting Band, Steppenwolf, Pentagle), ponoči posluša radio Luxemburg, podnevi pa plošče na sposojenem gramofonu. Rdeča nit pripovedi je želja po gramofonu, za katerega zbira denar; ko naj bi mu ga mama vendarle kupila, se odloči za lestenec, vendar Egon proti njej prvič uveljavi svojo zahtevo in ob zmagi nad to avtoriteto odraste (Mazzini 2001: 264).
Do vsega je ironičen, kritičen; je natančen in nadarjen opazovalec. Čeprav večkrat poudari, da ničesar ne razume, je izredno občutljiv, na primer ko Maji ne more pomagati, popoldne obsedi nad knjigami: 
Toliko stvari sem začutil hkrati, a vseskozi vedel, da ne razumem prav ničesar in da bom o njih razglabljal še zelo dolgo … Neobvladljivo občutje me je pričelo polniti s solzami in tokrat jih nisem mogel zadržati. Jokal sem in jokal; se ustrašil, da ne bom mogel nehati. Ne samo jokati; čustva, ki me je polnilo, spraviti nazaj, ga potlačiti – če bo naraščalo še naprej, me bo razpočilo, me razklalo in … Bi sploh še kaj ostalo od Egona, briljantnih preč, predpisanih gibov, naučenih stavkov? (137)

## Primer satirične komike
Da bi sošolki Maji prihranil spolno zlorabo s strani učitelja telovadbe, Egon vsak teden med telovadbo namesto nje hodi v klet na »pogovore« s pedofilskim učiteljem.
"O večini stvari mu (prijatelju Fricu) nisem mogel pripovedovati: ne o Maji in njeni skrivnosti ne o učitelju telovadbe. – Fric me je nekoč vprašal, zakaj toliko sestankujem z njim in sem le momljal. Sam je predlagal in sprejel odgovor, češ 'a te prepričuje za vstop v partijo'? Ni opazil nelogičnosti, saj sva bila še premlada. V partijo si se vpisoval takrat, ko si dobil redno službo, ker brez članstva nisi mogel napredovati." (200)

## Izdaje in prevodi
- Slovenija: Beletrina, 2001, prva izdaja
- Slovenija: Beletrina, 2008, 2. izdaja
- Slovenija: Beletrina, 2011, 3. izdaja
- Slovenija: Goga, 2022, 4. izdaja
- Amerika: Scala House Press, 2005 (prevod Maja Visenjak Limon)
- Hrvaška: Fraktura, 2005 (prevod Jagna Pogačnik)
- Češka: Argo, 2005 (prevod Kristina Pellarová)
- Italija: Fazi Editore, 2008 (prevod Michele Obit)
- Francija: Editions franco-slovenes & cie, 2019 (prevod Zdenka Štimac)
- Španija: Editorial Nazarí, 2023 (prevod Olivia Ávila)